# Meri Ferguson
Meri Ferguson je bila britanski inženjer građevine, prva ženska članica Instituta građevinskih inženjera, izabrana 1957. godine.

## Biografija
Moli Ferguson rođena je u Stouku, Devonport, ćerka Mildred Gladis Merser i Džona Fergusona, a odrasla je u Jorku, gde je njen otac radio opremu za radiografiju. Bila je glavna devojka na koledžu Jork (prezentovala je koledž) a diplomirala je građevinarstvo na Univerzitetu u Edinburgu 1936. godine.
Radila je u firmi Blyth and Blyth već na završnoj godini studija kako bi ih otplatila i radila je na mostovima i drugim infrastrukturnim projektima u Škotskoj, postavši korporativni član Institucije građevinskih inženjera 1939. godine. Verovatno je bila prva žena koja je postala stariji partner u konsultantskoj firmi za inženjering 1948. To što je ova firma bila jedna od najprestižnijih škotskih firmi, govori mnogo o njenim inženjerskim sposobnostima i napornom radu. Ohrabrena, diplomirala je u Edinburgu inženjerstvo 1936. Godinu dana je radila neplaćeno za ovu firmu pre nego što su je stavili na platni spisak sa trideset šilinga nedeljno. To je čini prvom ženskom starijom partnerkom u britanskoj građevinskoj firmi 1948. godine. Bila je lično odgovorna za niz inženjerskih radova. Pomagala je starijem partneru u dizajniranju niza projekata niskogradnje, uključujući mostove, sisteme odvodnje i kanalizacije (npr. Radovi na prečišćavanju vode reke Leven) i industrijskih projekata (npr. Markinč fabrike papira za Tullis Russell). Dvospratni betonski brdski most preko vode Gala u Galašilsu obuhvatao je spiralno stepenište i kanalizaciju, a betonski most Devonsajd zakrivljen preko reke do Tilikaultri. Od šezdesetih godina prošlog veka, firma je radila na primerima škotske modernističke arhitekture, radeći sa arhitektama iz lokalnih vlasti i privatnim praksama, uključujući neke zgrade Univerziteta u Edinburgu. Dana 15. januara 1957. bila je prva žena koja je izabrana za punopravnog člana britanskog starijeg inženjerskog društva, Institucije građevinskih inženjera. Godine 1967. Fergusonova je bila deo organizacionog odbora za Drugu međunarodnu konferenciju žena inženjera i naučnika. Već 1971. predsedavala je predavanjem Verene Holmes, „Inženjering životne sredine“ na Napijer Koledžu u Edinburgu.
Penzionisala se 1978. godine.
Fergusonova je nastavila svoj inženjerski rad kao konsultant, koristeći svoje naknade za stvaranje i podršku fonda za pomoć studentima inženjerstva. Bila je aktivna kao članica Ženskog inženjerskog društva i drugih organizacija zajednice.

## Počasti i nagrade
Dobila je Orden Britanskog carstva 1979. godine.
Dobila je počasnu diplomu doktora nauka na Univerzitetu Heriot-Vat 1985. godine, za njen rad u podsticanju žena na inženjerske karijere. Dekan Tehničkog fakulteta Univerziteta Heriot-Vat, Klefan Hjum rekao je da je bila „nezaboravna dama, sa sjajnim smislom za humor“.
Godine 2019. je uvrštena u Škotsku kuću slavnih inženjera.